# Jamey Aebersold
Jamey Aebersold (New Albany, 21 luglio 1939) è un sassofonista, insegnante di musica statunitense.
È universalmente considerato un'autorità nell'insegnamento di improvvisazione Jazz, soprattutto grazie alla sua serie di metodi Play-A-Long, iniziati nel 1967 e giunti nel 2013 a più di 130 collezioni, che sono considerati una risorsa di fama internazionale per l'educazione Jazz.
Oltre ad essere un grande sassofonista è anche un abile pianista, bassista, e banjoista.

## Biografia
Jamey Aebersold è nato 21 luglio 1939, a New Albany, in Indiana, dove ha frequentato anche l'Indiana University laureandosi con un Master in Sassofono nel 1962.
È stato durante gli anni sessanta uno dei primi insegnanti a promuovere piccole lezioni di gruppo pubbliche (Master class) per l'insegnamento dell'improvvisazione e a dirigere laboratori estivi di musica. Secondo la sua filosofia infatti chiunque può imparare l'improvvisazione, concentrandosi molto sulla dimostrazione di come la natura creativa di una persona può nascere ed evolversi.
Ha insegnato musica in tre università di Louisville, nel Kentucky.
Ha tenuto seminari non solo nel suo paese natale ma anche in Australia, Nuova Zelanda, Germania, Inghilterra, Scozia, Danimarca e Canada. Ogni estate inoltre tiene almeno due workshop negli Stati Uniti, aperti a qualsiasi tipo di studente, indipendentemente dall'età e dalle capacità musicali.

### Vita privata
Un suo grande hobby è ascoltare la musica jazz di giovani allievi e suonatori. Tra le altre sue passioni ci sono il basket, la metafisica e i percorsi spirituali mirati alla crescita dell'individuo.

## Riconoscimenti
Nel 1989, alla convention di San Diego, l'Associazione nazionale degli educatori Jazz lo inserisce nella propria Hall of Fame, annoverandolo al pari di altri luminari del jazz come Count Basie, Duke Ellington, Charlie Parker e Louis Armstrong.
Nel 1992 l'Indiana University gli assegna un dottorato onorario in musica.
Nel dicembre 2004, il Jazz Midwest Clinic lo onora con la Medal of Honor in educazione Jazz.
Nel 2007, gli viene assegnato da Mitch Daniels, governatore dell'Indiana, il premio Indiana Governor's Arts Award.

## Opere
Le sue opere sono composte principalmente da metodi per lo studio della musica.
Tra questi la più nota e diffusa è serie Play-A-Long, che ha superato ormai i 130 volumi pubblicati. Ogni volume è caratterizzato dall'essere una raccolta di 10-12 standard Jazz, con allegato un CD audio contenente la registrazione dei brani presenti nel libro e le stesse tracce semplificate con solo l'accompagnamento per permettere allo studente di esercitarsi nell'esecuzione del brano e nello sviluppo delle capacità di improvvisazione. Le registrazioni impiegano solitamente professionisti famosi e alcuni tra i migliori musicisti jazz del mondo.
L'idea di Aebersold ha costituito un grande cambiamento nelle abitudini di pratica e di studio nel mondo della musica, proponendo un metodo innovativo per lo studio e permettendo al suonatore di esercitarsi con gli accompagnamenti anche da solo a casa o in aula con l'insegnante.
Per ogni volume esistono più versioni, ognuna dedicata ad uno strumento (sassofono, tromba, pianoforte, basso) con i brani già trasposti nella corrispondente tonalità e chiave. In base allo strumento naturalmente cambia anche la parte di musica omessa dalla registrazione, come nel caso degli strumenti d'accompagnamento.
Un tratto distintivo delle registrazioni eseguite da Aebersold è la tipica "voce" che ad inizio di ogni brano conta il tempo di una battuta intera prima dell'inizio dell'esecuzione.